# 瘢痕

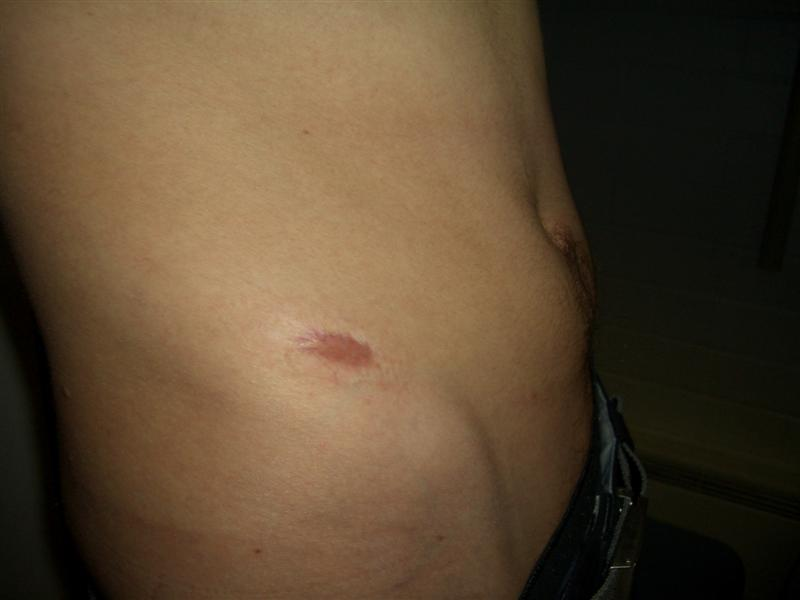
骨盤の腸骨における肥厚性瘢痕

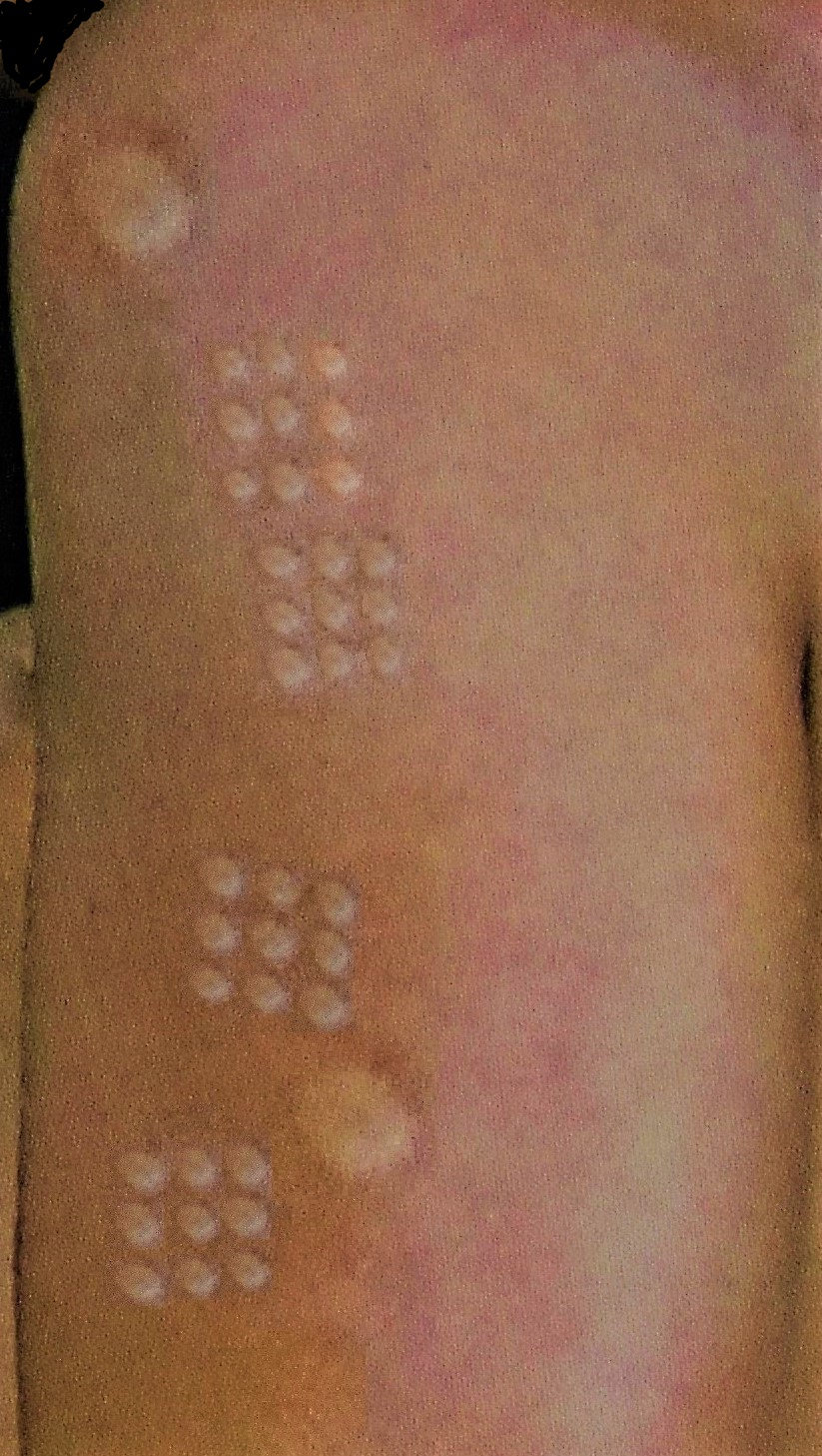
左上腕から肩にかけて計38箇所残った予防接種による瘢痕。肩前部と下部の大きい物は種痘の跡。9個正方形状に並んだ4組はBCGの跡。

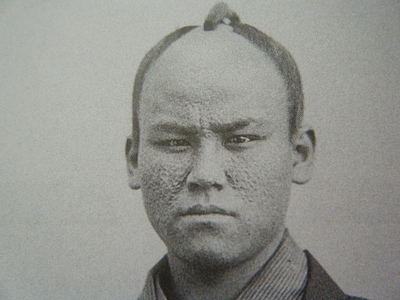
天然痘によってあばた面となった塩田三郎（1864年撮影）

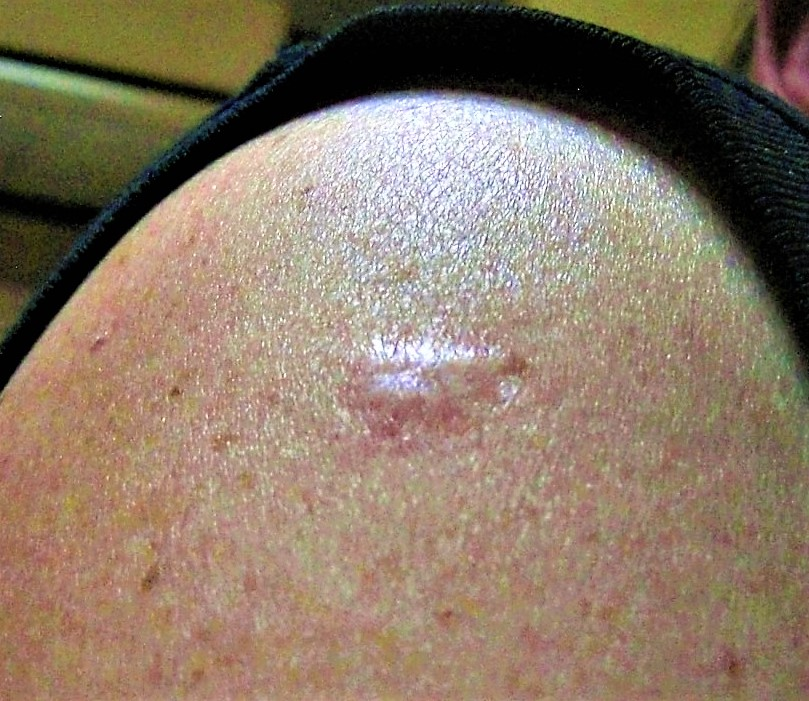
右肩付近に接種された種痘の跡が肥厚性瘢痕となったもの

瘢痕（はんこん）は、潰瘍、創傷、梗塞による壊死などによって生じた、様々な器官の組織欠損が、肉芽組織の形成を経て、最終的に緻密な膠原線維や結合組織に置き換わることで修復された状態。きずあと、あばた、痘痕（とうこん）ともいう。英語ではscarといい、これはギリシア語のἐσχάρᾱ（eskhara、かさぶたの意）に由来する。
皮膚の瘢痕には、いわゆる傷痕（成熟瘢痕）から、赤く盛り上がる異常な瘢痕（肥厚性瘢痕）や、肥厚性瘢痕が正常皮膚にも広がっていく瘢痕（ケロイド）、さらに引きつれたもの（瘢痕拘縮）などの状態がある。瘢痕の形成過程を瘢痕化あるいは器質化と呼ぶ。

## 瘢痕の性質
熱傷や創傷治癒でできた瘢痕は、脂腺や汗腺がないので、元々の組織の正常の皮膚より機能的に劣る。表面がつるりとして、やや光沢がある。また、関節の近くにあり瘢痕拘縮すれば、運動障害をきたす。また瘢痕は種々の変形の原因となる。機能的異常があれば、手術の適応になる。
下部に骨などがある頭部など、摩擦しやすい四肢末梢の切断端などには、瘢痕が形成されて数十年後など長期間後、瘢痕癌の形成の可能性もある。
皮膚以外の瘢痕に心筋梗塞の組織がある。同部の収縮力は正常の心筋より劣る。

## 異常瘢痕
コラーゲン異常産生により、肥厚性瘢痕とケロイドができる。肥厚性瘢痕は盛り上がった塊であり、ケロイドは元々の創部を越して形成されたより高度の瘢痕である。肥厚性瘢痕は当初は紅斑があるが、時期がたてば正常色になる。ケロイドは腫瘍性に盛り上がり放置しても治癒傾向はない。底部に胸骨がある前胸部とか、周辺から引きつられる肩部とか、ピアスをいれた耳などに好発する。創傷治癒の力の関係で、好発部位がある。痒みがある場合もある。
尋常性痤瘡（ニキビ）の痕が瘢痕になる場合もある。天然痘の痕も深く沈んだ凹型の瘢痕となる。自覚症状がなければ放置してもいいが、患者が希望すれば治療の対象になる。

## 予防
形成外科手術の後、しばらくテープ圧迫するのは瘢痕形成を予防するためである。新しい瘢痕には圧迫する種々の方法で (pressure garments) 瘢痕形成を抑える。

## 治療
保存的治療法としてはステロイドテープや軟膏、ヘパリン類似物質軟膏の外用、副腎皮質ホルモンの局所注射、トラニラストの内服、シリコンシートなどによる圧迫固定、電子線照射があるが、ステロイド局注は、瘢痕を平坦化させるが、量が多いと逆に凹形の萎縮を作る。軟膏やトラニラスト内服は単独では充分な効果は期待できないため、他の方法と併用する。また、電子線照射は放射線被曝の問題がある。瘢痕を削る治療法 (ダーマブレーション) や、レーザー治療もあるが専門医で行う必要がある。肥厚性瘢痕の場合、手術も行われるが、十分その後の瘢痕再発の対策が必要である。ケロイドは手術すると通常増悪する。凹部の瘢痕にコラーゲン注射をする治療、液体窒素を使用した凍結療法も試みられる。

### システマティックレビュー
2018年レビューではニキビの瘢痕について、レーザーや高周波治療など多くの研究によって有効性が確認されているが質の高い証拠は欠けており、フラクショナルレーザー、フラクショナル高周波、マイクロニードリングはリスクが低く、通常は治療法が併用された方が結果は良くなる。2017年のレビューではニキビの瘢痕に対する電力を使わない手法では、ケミカルピーリングにてトリクロロ酢酸で約73%の人々が改善しグリコール酸では25%の人であり、マイクロニードリングでは全ての患者は31-62%の広さで改善しており、マイクロダーマブレーションは最も結果が良くなく、9.1%の人が良好な結果であった。
2019年のレビューは、ニキビによる瘢痕に対してマイクロニードリング後に多血小板血漿 (PRP)を使った研究4件を発見し、利用可能な証拠は限られているが効果的そうだと結論し、またさらなる研究が必要であるとした。90名のランダム化比較試験 (RCT) でマイクロニードリング単独よりもPRP併用の方が有効であった。50人の半顔比較試験で同じ結果。27名の半顔比較で15%濃度ビタミンC併用よりもPRP併用が有効であった。24名のRCT半顔比較でPRPの併用よりも15%濃度のトリクロロ酢酸併用のほうが有効であった。2017年のレビューは重複する2研究と、2011年の半顔比較試験を発見しており、比較した治療法と結果は最初に挙げた試験 (Ibrahim, 2017) と同じ。
2017年のレビューで、熱傷による肥厚性瘢痕ではレーザー治療の有効性を判断するには、ランダム化比較試験が必要である。2018年のレビューで熱傷による肥厚性瘢痕へのマッサージは、厚みや柔軟性、痛み、痒みなどを減少させる限定的な証拠があるが、証拠の質は低く厳格な試験が必要である。
研究
同じ人の肥厚性瘢痕の半分をシリコンゲル（ケロイドを圧迫する）のみかマイクロニードリングのみ、あるいはその併用の治療にランダムで割り当て、それぞれ47%、52%、63-68%の改善を示し、また安全であることが確認された。